# Portina
Portina (russisch Портина) ist ein Dorf (derewnja) in der Oblast Kursk in Russland. Es gehört zum Rajon Fatesch und zur Landgemeinde (selskoje posselenije) Rusanowski selsowjet.

## Geographie
Der Ort liegt gut 47,5 km Luftlinie nordwestlich des Oblastverwaltungszentrums Kursk im südwestlichen Teil der Mittelrussischen Platte, 6,5 km südwestlich des Rajonverwaltungszentrums Fatesch, 5 km vom Sitz des Dorfsowjet – Bassowka, 97 km von der Grenze zwischen Russland und der Ukraine, am Fluss Ussoscha (linker Nebenfluss der Swapa im Becken des Seim) und seinem Nebenfluss Ruda.

### Klima
Das Klima im Ort ist wie im Rest des Rajons kalt und gemäßigt. Es gibt während des Jahres eine erhebliche Niederschlagsmenge. Dfb lautet die Klassifikation des Klimas nach Köppen und Geiger.

## Bevölkerungsentwicklung
| Jahr | Einwohner |
| ---- | --------- |
| 1862 | 291       |
| 1900 | 324       |
| 1979 | 85        |
| 2002 | 27        |
| 2010 | 20        |

Anmerkung: Volkszählungsdaten

## Verkehr
Portina liegt 4 km von der Fernstraße föderaler Bedeutung M2 „Krim“ als Teil der Europastraße E105, 3,5 km von der Straße regionaler Bedeutung 38K-038 (Fatesch – Dmitrijew), 1,5 km von der Straße interkommunaler Bedeutung 38N-679 (38K-038 – Soldatskoje – Schuklino) und 29 km vor nächsten Eisenbahnhaltestelle 29 km (Eisenbahnstrecke Arbusowo – Luschki-Orlowskije) entfernt.
Der Ort liegt 168 km vom internationalen Flughafen von Belgorod entfernt.